# Swetlana Sergejewna Terentjewa
Swetlana Sergejewna Terentjewa (russisch Светлана Сергеевна Терентьева; * 25. September 1983 in Perwouralsk, Russische SFSR) ist eine russische Eishockeyspielerin, die seit 2015 für SKSO Jekaterinburg in der Schenskaja Hockey-Liga spielt.

## Karriere
Swetlana Terentjewa begann mit dem Eishockeysport, als sie in der zweiten Klasse war und von einem Fraueneishockey-Trainer entdeckt wurde. Zunächst spielte sie in ihrer Geburtsstadt. Im Alter von 14 Jahren wechselte sie zu Spartak-Merkuri Jekaterinburg, mit dem sie 2000 die russische Meisterschaft gewann. In den folgenden Jahren wurde sie mit Spartak mehrfach Vizemeister, ehe sie 2008 zu SKIF Nischni Nowgorod wechselte. Mit dem russischen Frauen-Spitzenklub gewann sie 2009 den European Women Champions Cup und 2010 ihren zweiten russischen Meistertitel.

### International
Zwischen 1999 und 2011 war sie Stammspielerin der russischen Nationalmannschaft und nahm mit dieser an zwei Olympischen Eishockeyturnieren teil. Dabei belegten die Russinnen jeweils den sechsten Platz. Zudem nahm Terentjewa jährlich an den Eishockey-Weltmeisterschaften teil und gewann dabei 2001 die Bronzemedaille.

## Erfolge und Auszeichnungen
- 2000 Russischer Meister mit Spartak-Merkuri Jekaterinburg
- 2001 Bronzemedaille bei der Weltmeisterschaft
- 2009 Gewinn des European Women Champions Cup mit SKIF Nischni Nowgorod
- 2010 Russischer Meister mit SKIF Nischni Nowgorod

## Karrierestatistik

### International
(Legende zur Spielerstatistik: Sp oder GP = absolvierte Spiele; T oder G = erzielte Tore; V oder A = erzielte Assists; Pkt oder Pts = erzielte Scorerpunkte; SM oder PIM = erhaltene Strafminuten; +/− = Plus/Minus-Bilanz; PP = erzielte Überzahltore; SH = erzielte Unterzahltore; GW = erzielte Siegtore; 1 Play-downs/Relegation; Kursiv: Statistik nicht vollständig)